# Lagorina sericea
Lagorina sericea là một loài bọ cánh cứng trong họ Meloidae. Loài này được Waltl miêu tả khoa học năm 1835.